# Oegopsina
Sous-ordre
Synonymes
- sous-ordre Oegopsida D'Orbigny, 1845 (préféré par BioLib)[1]

Les Oegopsina (parfois Oegopsida) constituent un sous-ordre de calmars.

## Description et caractéristiques

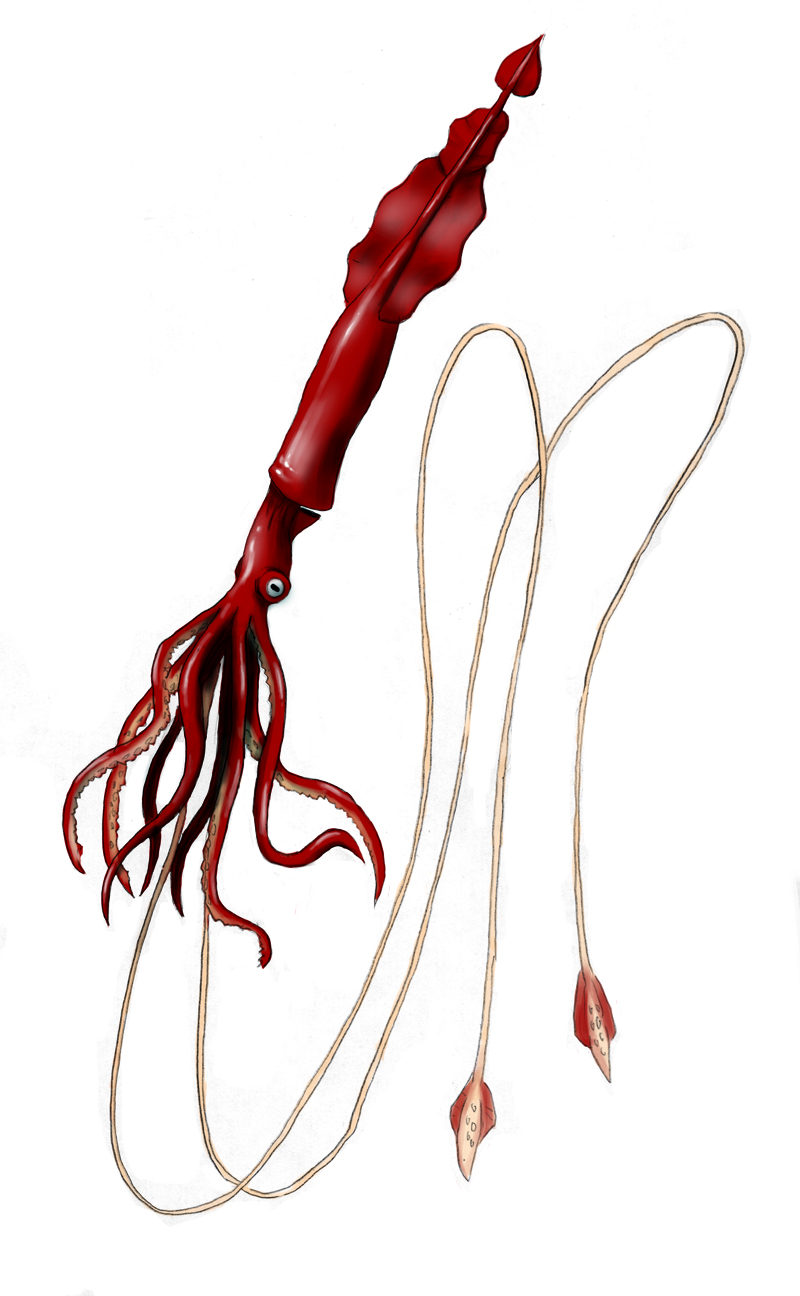
Asperoteuthis acanthoderma (Chiroteuthidae).

Ce taxon forme, avec l'autre sous-ordre des Myopsina (beaucoup plus restreint), l'ordre des Teuthida, qui correspond aux calmars. Les Oegopsina s'en distinguent entre autres par un gonoducte double, et par une membrane simple sur l’œil. 

## Liste des taxons inférieurs
| Selon World Register of Marine Species (14 janvier 2014) : ... - famille Ancistrocheiridae Pfeffer, 1912 (monospécifique) - famille Architeuthidae Pfeffer, 1900 -- calmars géants - famille Batoteuthidae Young & Roper, 1968 (monospécifique) - famille Brachioteuthidae Pfeffer, 1908 - famille Chiroteuthidae Gray, 1849 - famille Cranchiidae Prosch, 1849 -- calmars de verre et calmar colossal - famille Cycloteuthidae Naef, 1923 - famille Enoploteuthidae Pfeffer, 1900 - famille Gonatidae Hoyle, 1886 -- calmars à crochets - famille Histioteuthidae Verrill, 1881 -- calmars asymétriques - famille Joubiniteuthidae Naef, 1922 -- calmar de Joubin - famille Lepidoteuthidae Naef, 1912 -- calmar à écailles - famille Lycoteuthidae Pfeffer, 1908 -- calmars perlés - famille Magnapinnidae Vecchione & Young, 1998 -- calmars à longs bras - famille Mastigoteuthidae Verrill, 1881 -- calmars à fouets - famille Neoteuthidae Naef, 1921 - famille Octopoteuthidae Berry, 1912 -- calmars à 8 bras - famille Ommastrephidae Steenstrup, 1857 -- calmars volants - famille Onychoteuthidae Gray, 1847 -- calmars griffus - famille Pholidoteuthidae Adam, 1950 - famille Promachoteuthidae Naef, 1912 - famille Psychroteuthidae Thiele, 1920 -- Calmar des glaces - famille Pyroteuthidae Pfeffer, 1912 -- calmars de feu - famille Thysanoteuthidae Keferstein, 1866 -- calmars rhomboïdaux - famille Walvisteuthidae Nesis & Nikitina, 1986 (monospécifique) | Selon ITIS (14 janvier 2014) : - genre Parateuthis Thiele, 1920 - famille Ancistrocheiridae Pfeffer, 1912 - famille Architeuthidae Pfeffer, 1900 - famille Bathyteuthidae Pfeffer, 1900 - famille Batoteuthidae Young et Roper, 1968 - famille Brachioteuthidae Pfeffer, 1908 - famille Chiroteuthidae Gray, 1849 - famille Chtenopterygidae Allan, 1945 - famille Cranchiidae Prosch, 1847 - famille Cycloteuthidae Naef, 1923 - famille Enoploteuthidae Pfeffer, 1900 - famille Gonatidae Hoyle, 1886 - famille Histioteuthidae Verrill, 1881 - famille Joubiniteuthidae Naef, 1922 - famille Lepidoteuthidae Naef, 1912 - famille Lycoteuthidae Pfeffer, 1908 - famille Mastigoteuthidae Verrill, 1881 in 1880-1881 - famille Neoteuthidae Naef, 1921 - famille Octopoteuthidae Berry, 1912 - famille Ommastrephidae Steenstrup, 1857 - famille Onychoteuthidae Gray, 1847 - famille Promachoteuthidae Naef, 1912 - famille Psychroteuthidae Thiele, 1920 - famille Pyroteuthidae Pfeffer, 1912 - famille Thysanoteuthidae Keferstein, 1866 - famille Walvisteuthidae Nesis et Nikitina, 1986 |

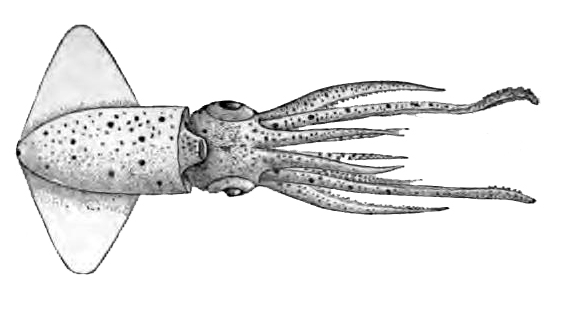
Ancistrocheirus lesueurii (Ancistrocheiridae)
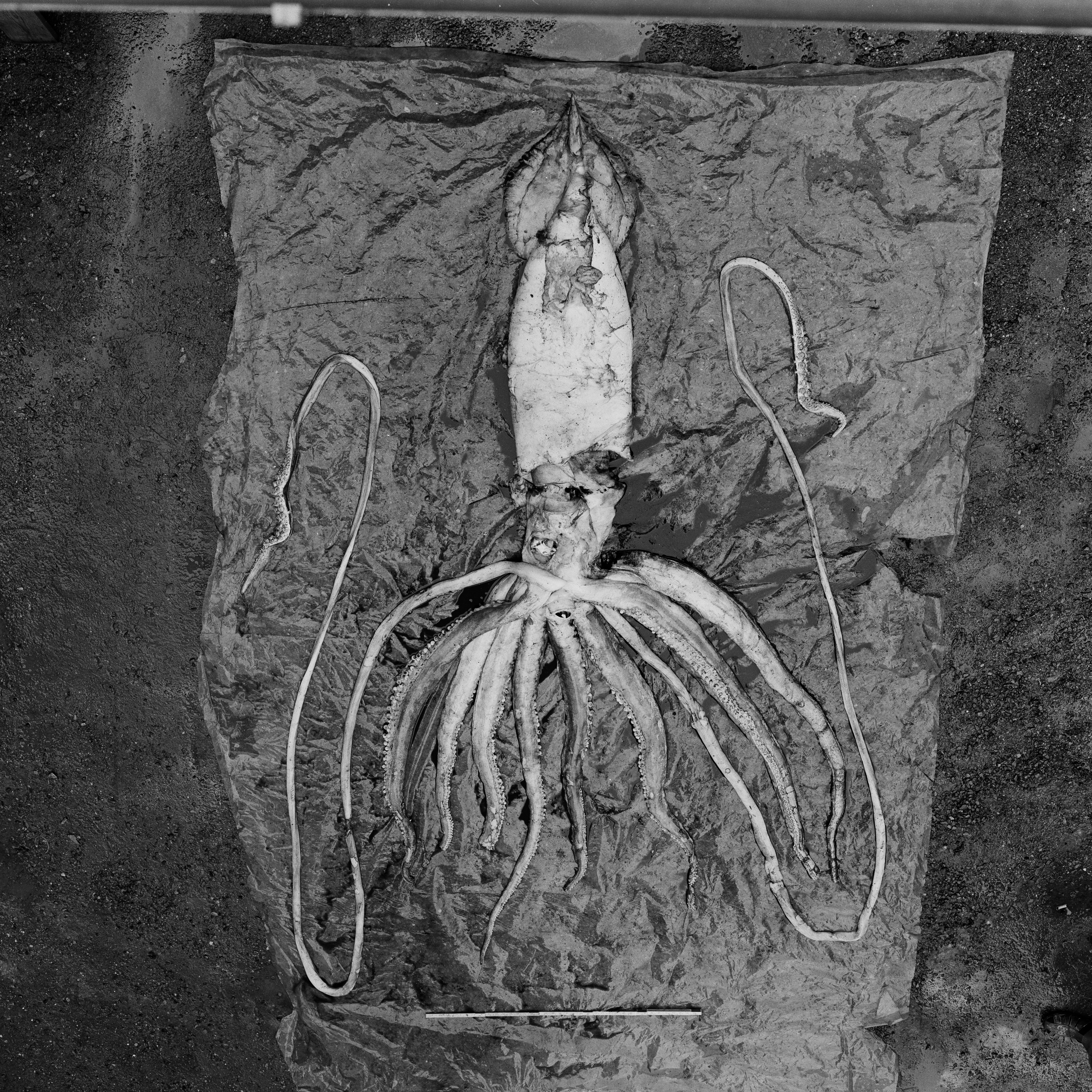
Architeuthis dux (Architeuthidae)
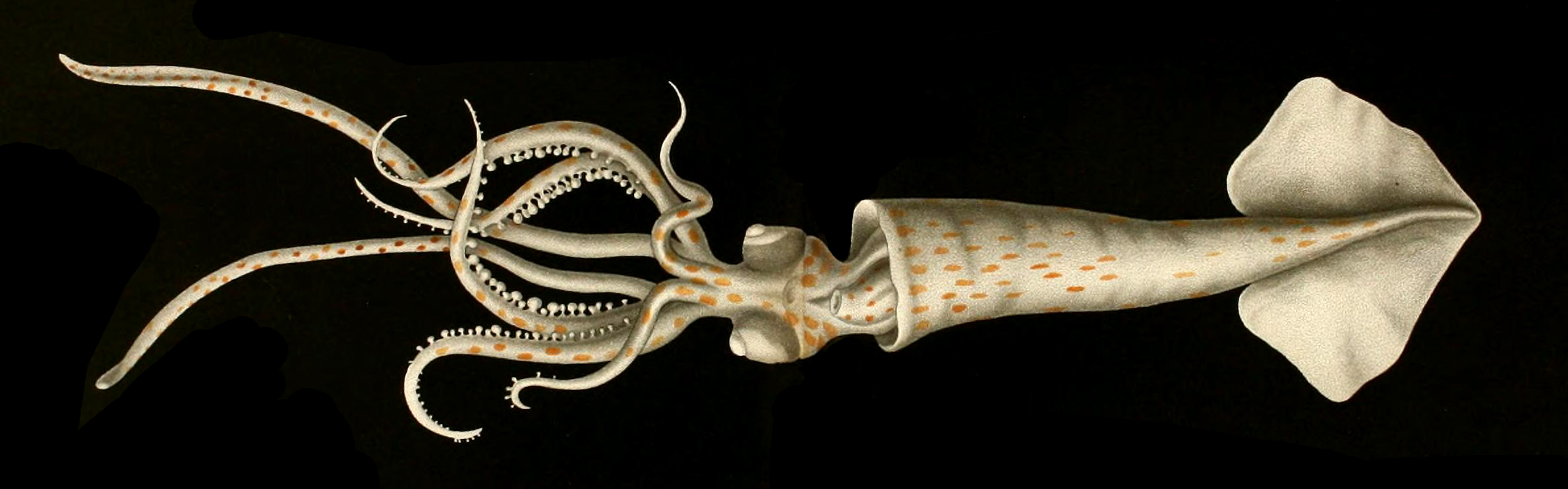
Brachioteuthis riisei (Brachioteuthidae)
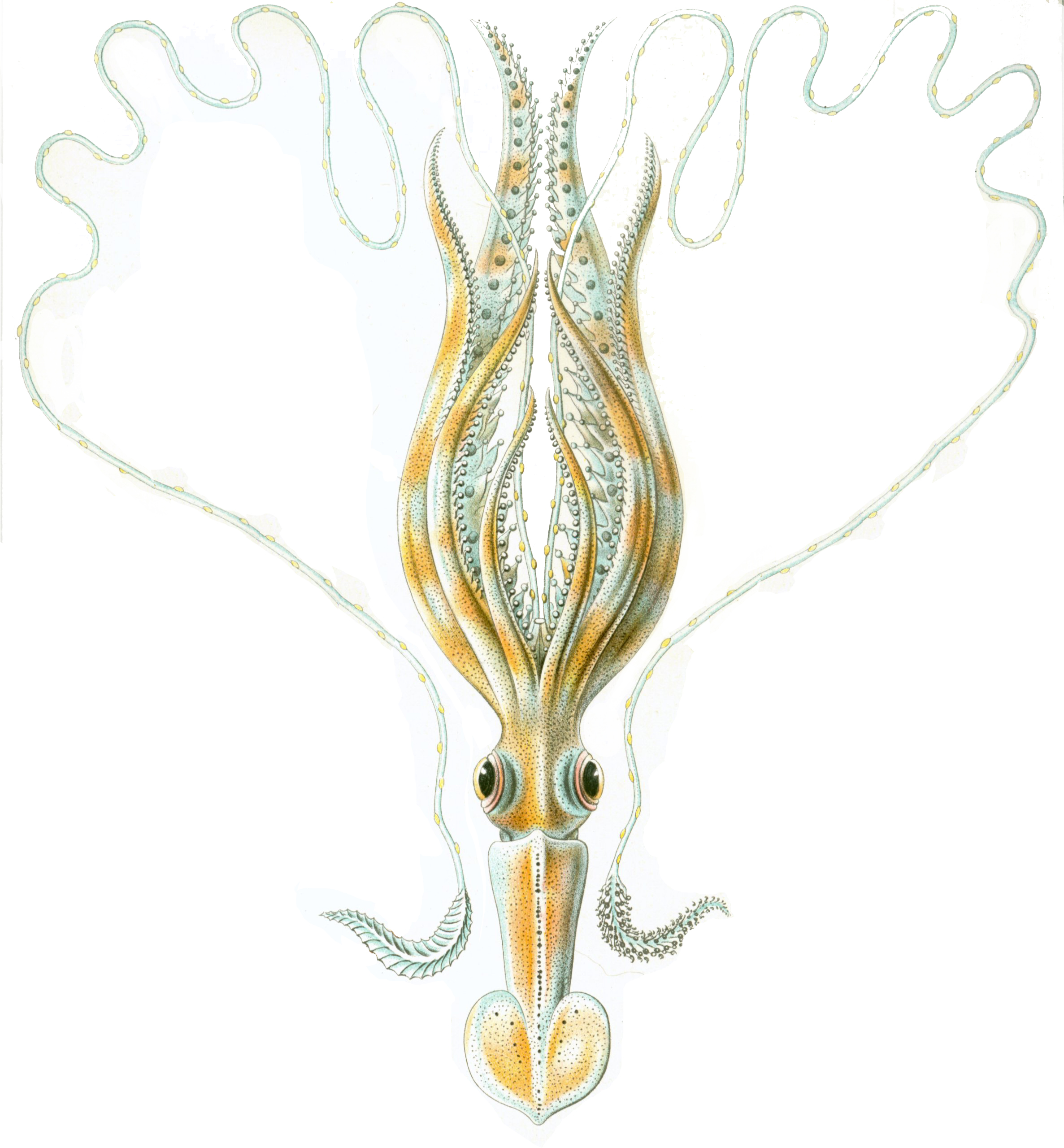
Chiroteuthis veranyi (Chiroteuthidae)
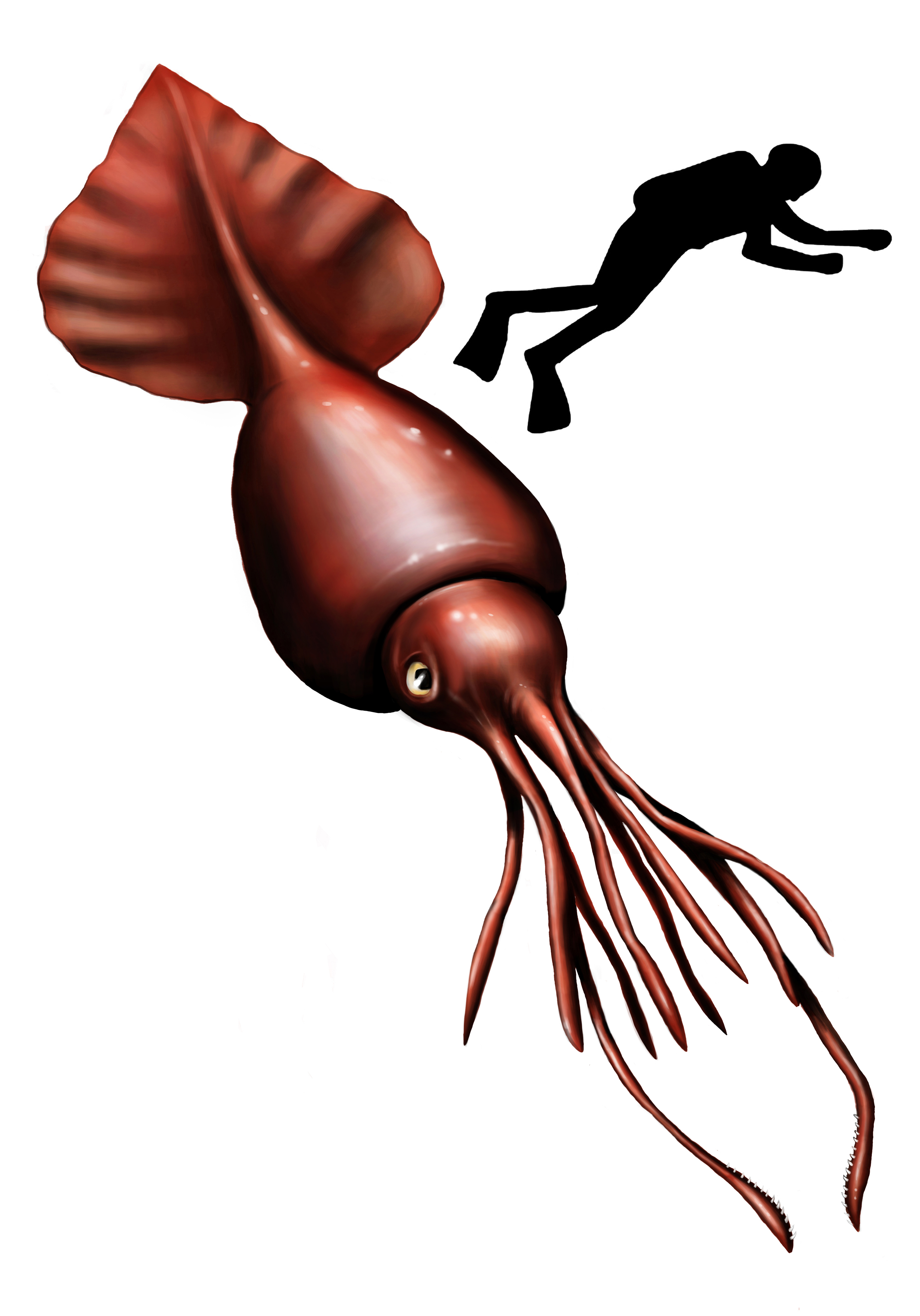
Mesonychoteuthis hamiltoni (Cranchiidae)
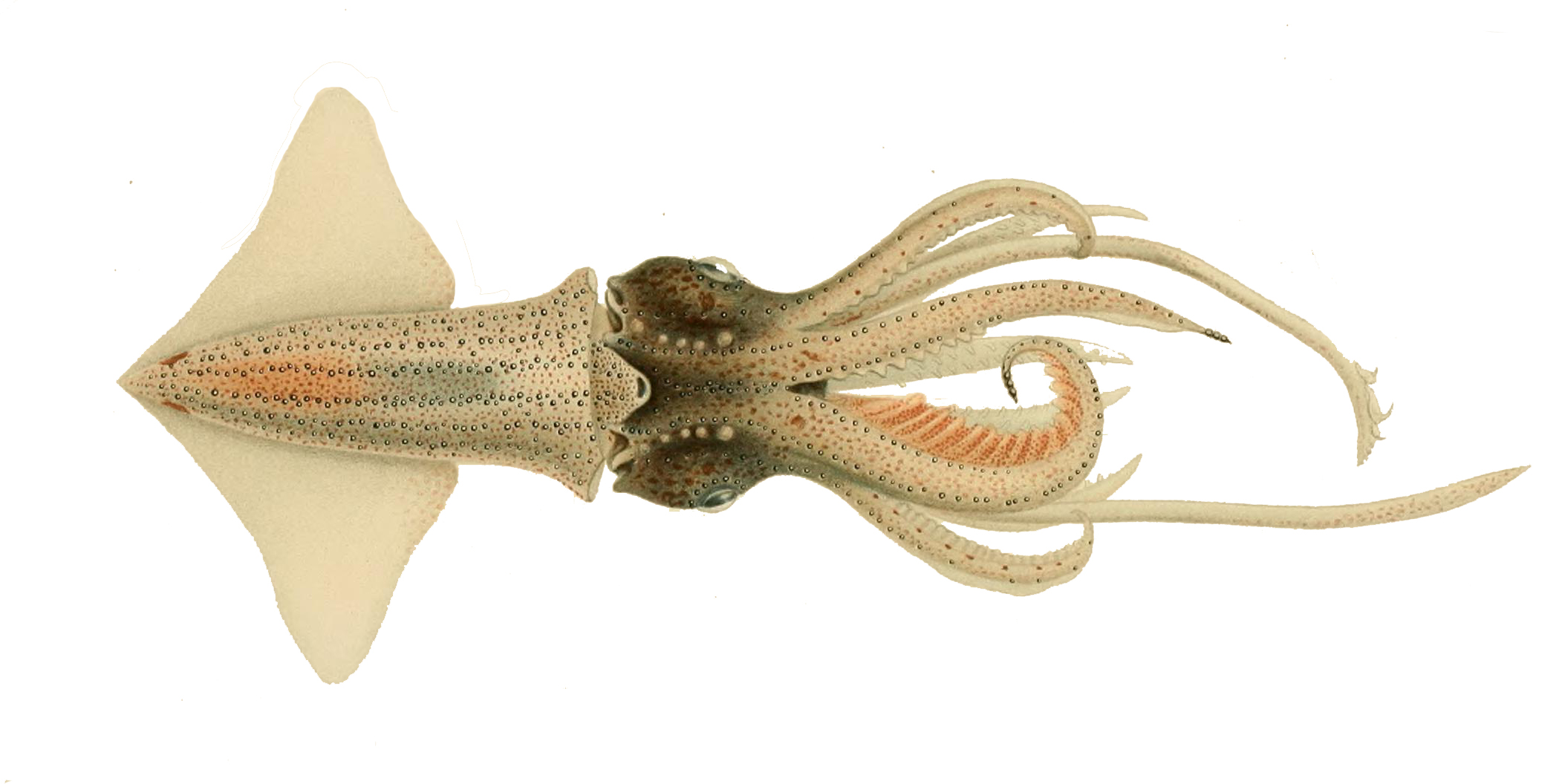
Abraliopsis morisii (Enoploteuthidae)
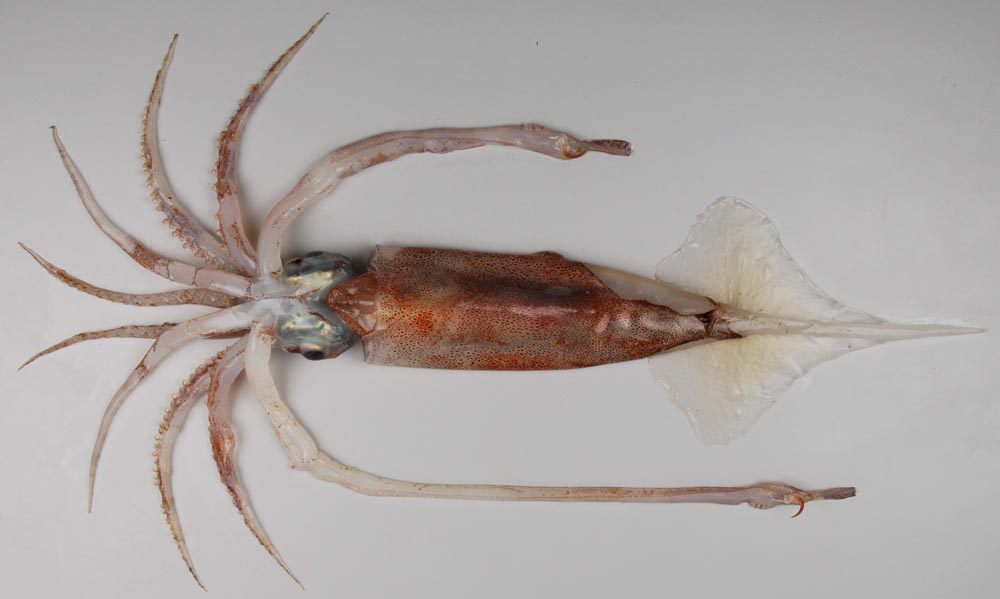
Gonatus antarcticus (Gonatidae)
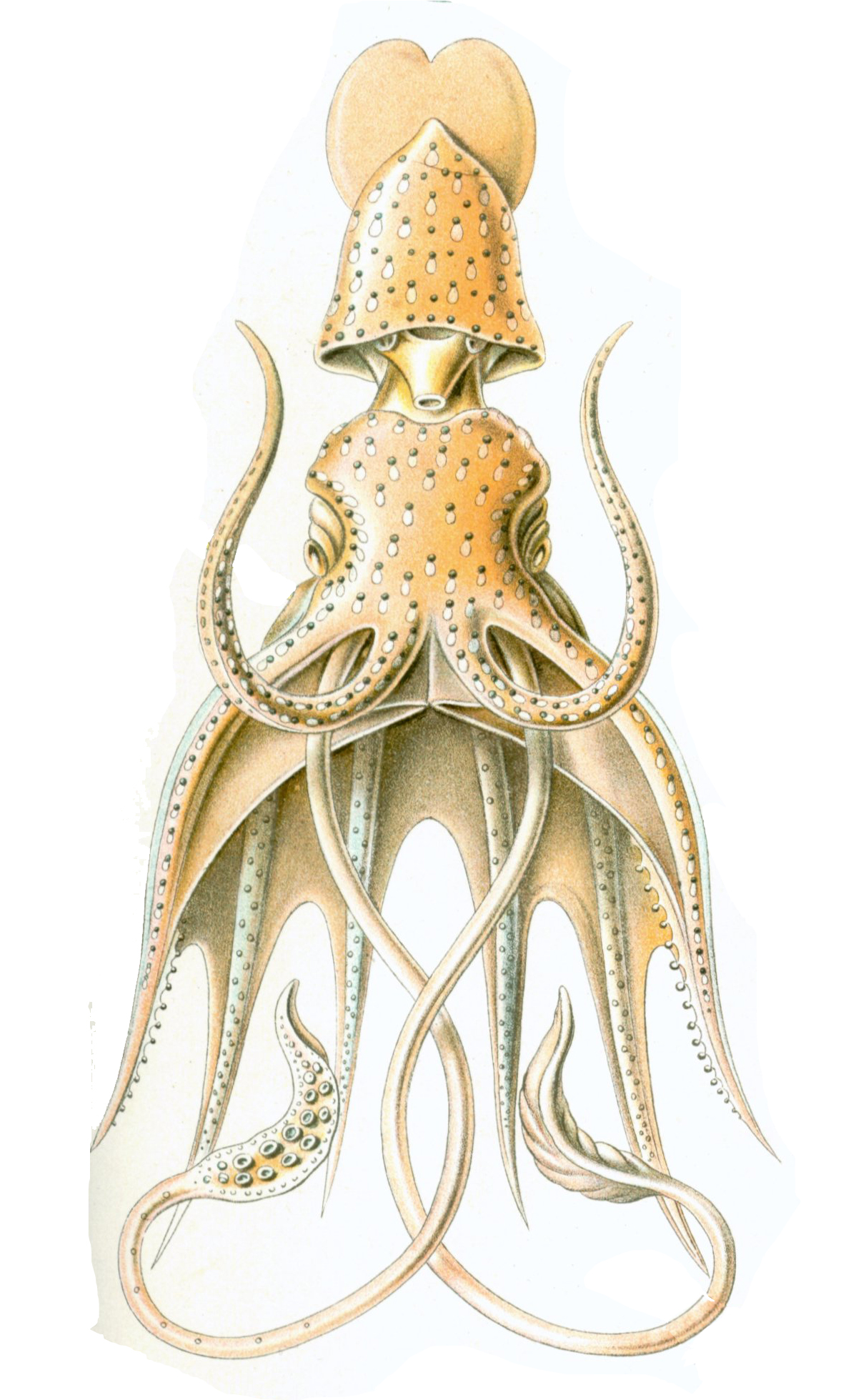
Histioteuthis bonnellii ( Histioteuthidae)
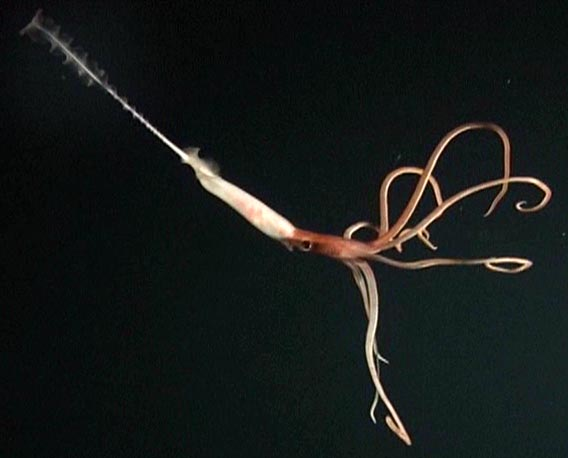
Joubiniteuthis portieri (Joubiniteuthidae)
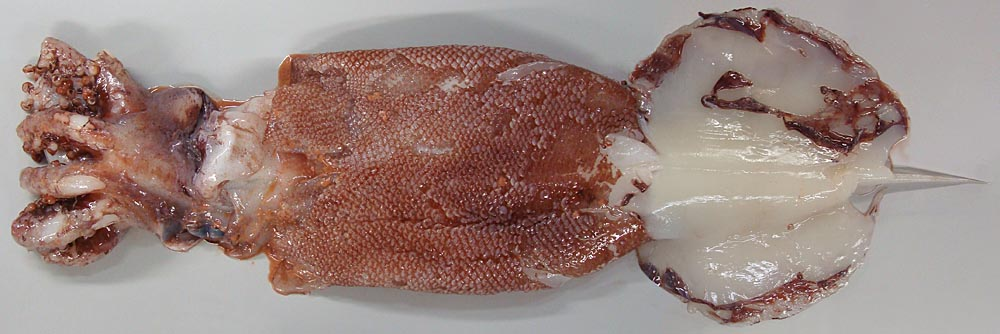
Lepidoteuthis grimaldii (Lepidoteuthidae)
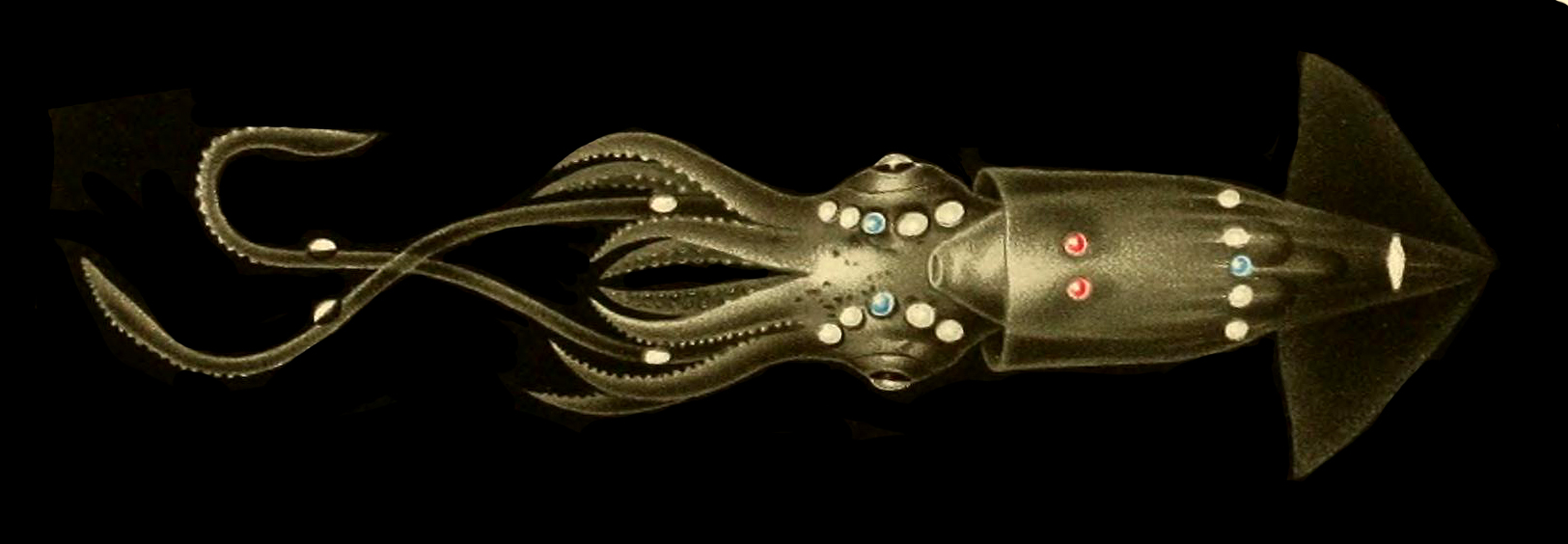
Lycoteuthis lorigera (Lycoteuthidae)
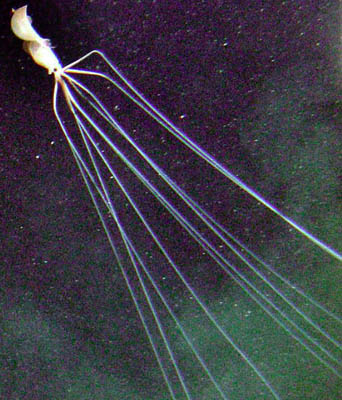
Magnapinna sp. (Magnapinnidae)
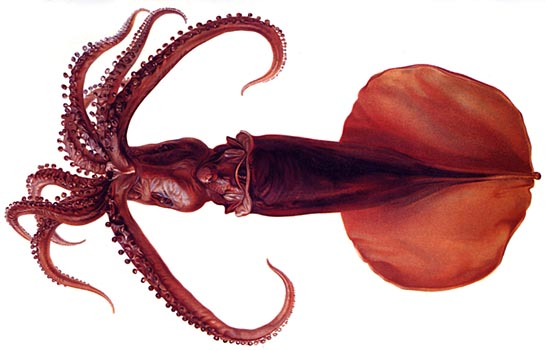
Mastigoteuthis magna (Mastigoteuthidae)
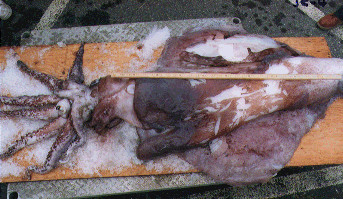
Taningia danae (Octopoteuthidae)
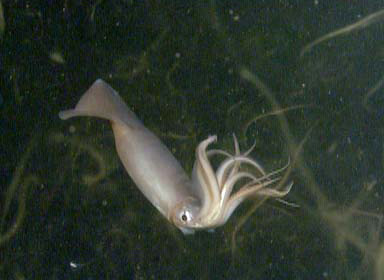
Dosidicus gigas (Ommastrephidae)
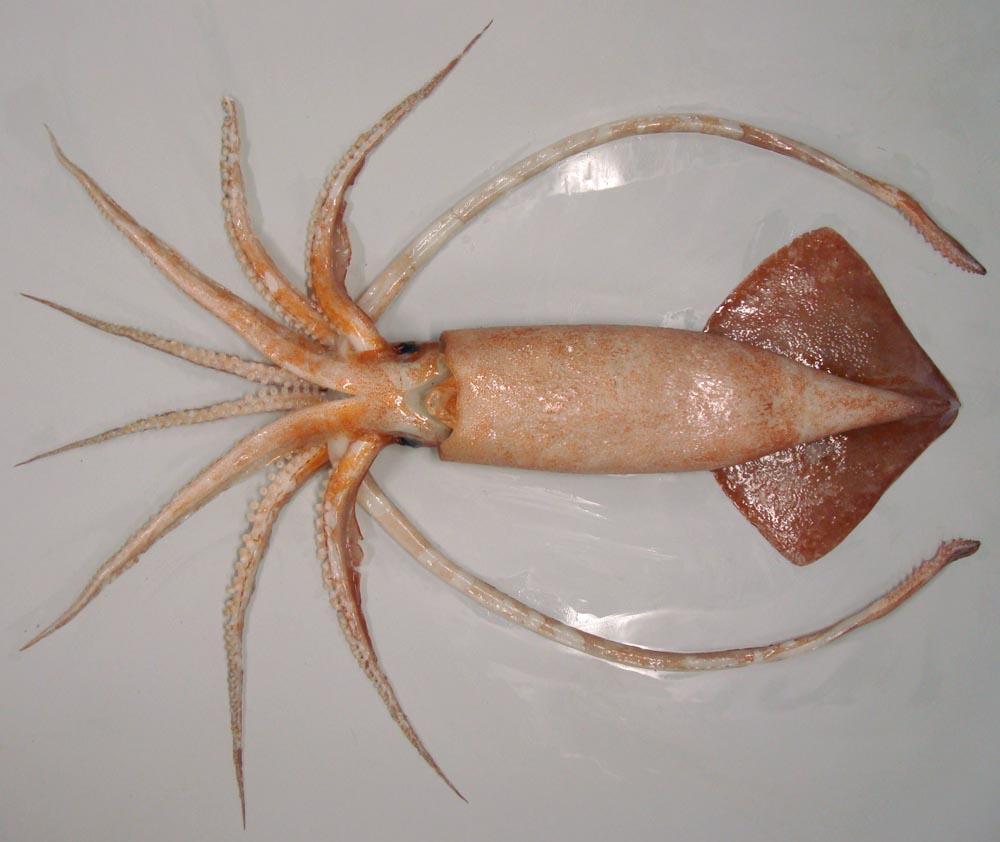
Onykia ingens (Onychoteuthidae)
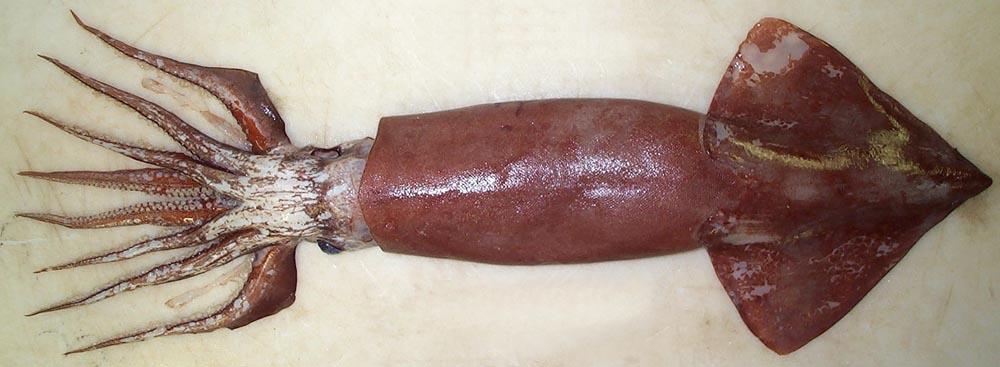
Pholidoteuthis massyae (Pholidoteuthidae)
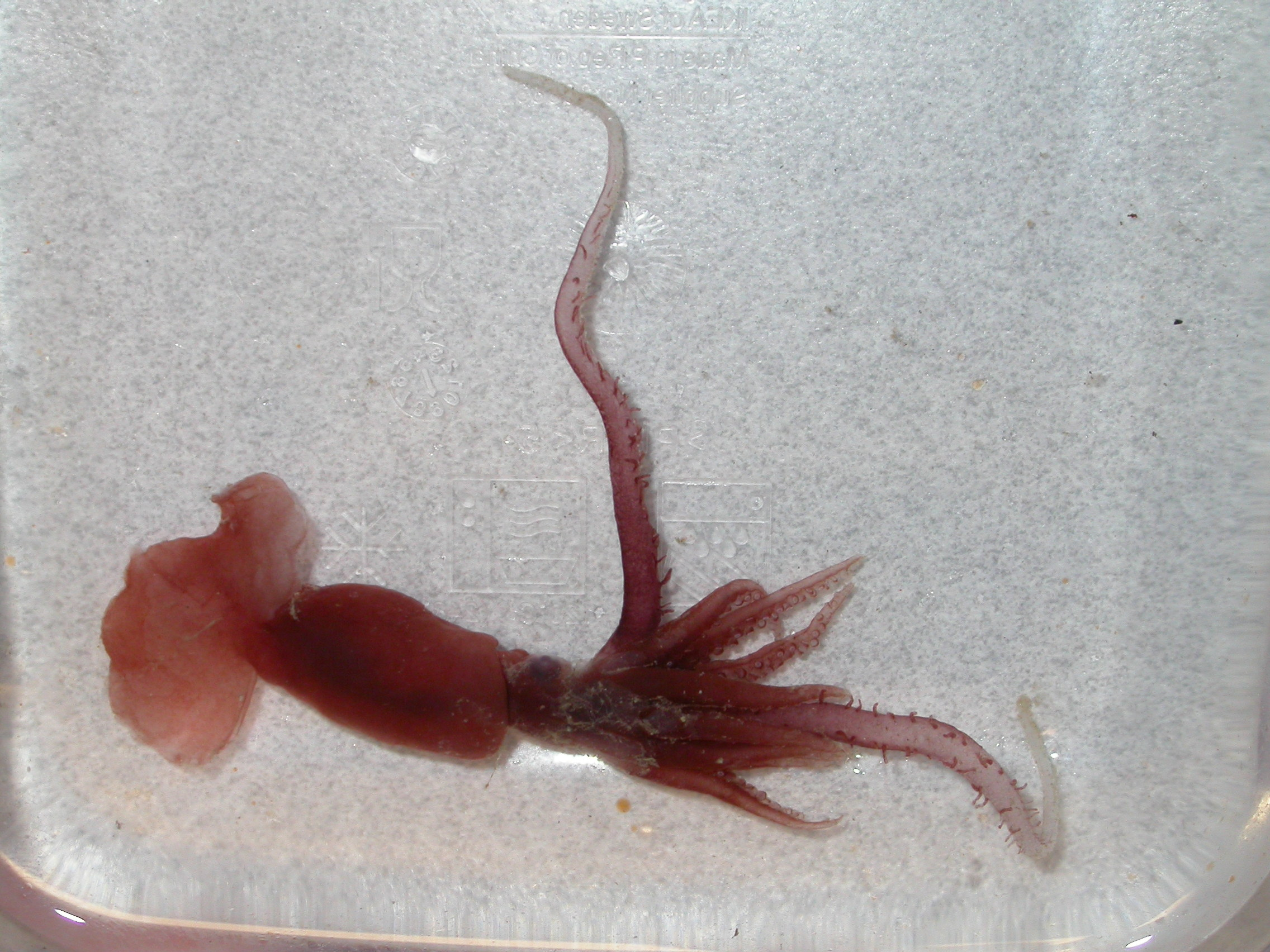
Promachoteuthis sloani (Promachoteuthidae)
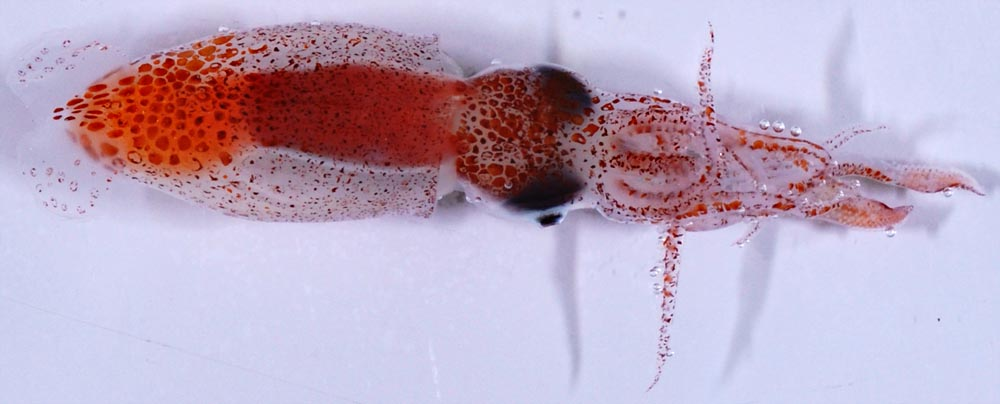
Psychroteuthis glacialis (Psychroteuthidae, larve)
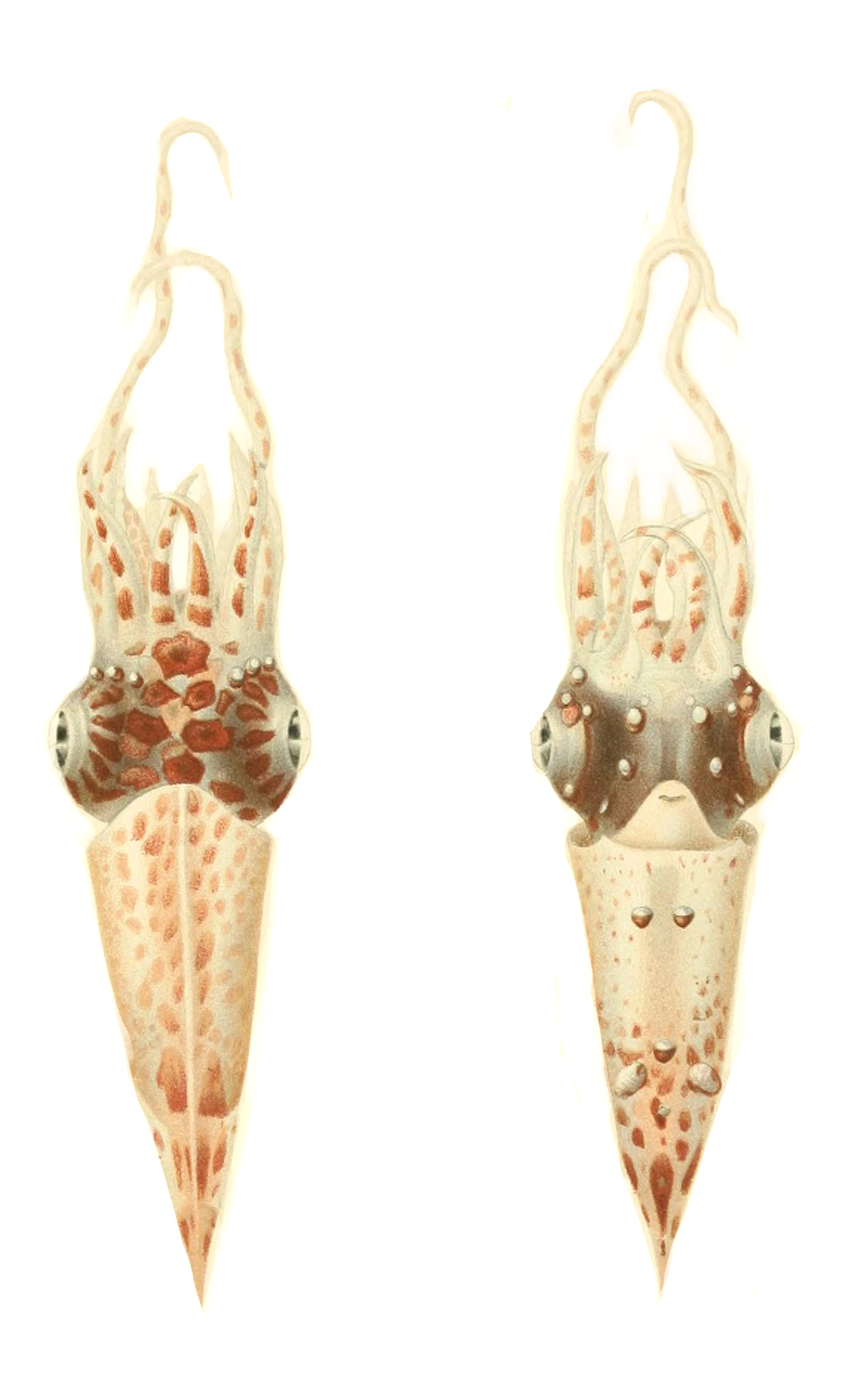
Pterygioteuthis giardi (Pyroteuthidae)
Thysanoteuthis rhombus (Thysanoteuthidae)